# 建设乡 (诏安县)
建设乡，是中华人民共和国福建省漳州市诏安县下辖的一个乡镇级行政单位。

## 行政区划
建设乡下辖以下地区：
月港村、长埔村、江亩坑村、水头村、坪路村、三林村、马头村、万石溪村和建设农场。